# 天王駅
天王駅（てんのうえき）は、秋田県潟上市天王字道合（みちあい）にある、東日本旅客鉄道（JR東日本）男鹿線の駅である。

## 歴史
- 1956年（昭和31年）11月26日：日本国有鉄道（国鉄）の駅として南秋田郡天王村に開業[2]。開業当初から無人駅[3]。
- 1987年（昭和62年）4月1日：国鉄分割民営化によりJR東日本の駅となる[4]。
- 2010年（平成22年）4月1日：追分駅から土崎駅に管理駅が変更となる。
- 2023年（令和5年）5月27日：ICカード「Suica」の利用が可能となる[5][6]。
- 2024年（令和6年）10月1日：えきねっとQチケのサービスを開始[1][7]。

## 駅構造
単式ホーム1面1線を有する地上駅である。駅舎はなく、待合所のみが設置されている。
土崎駅が管理する無人駅である。簡易Suica改札機と乗車駅証明書発行機が設置されている。

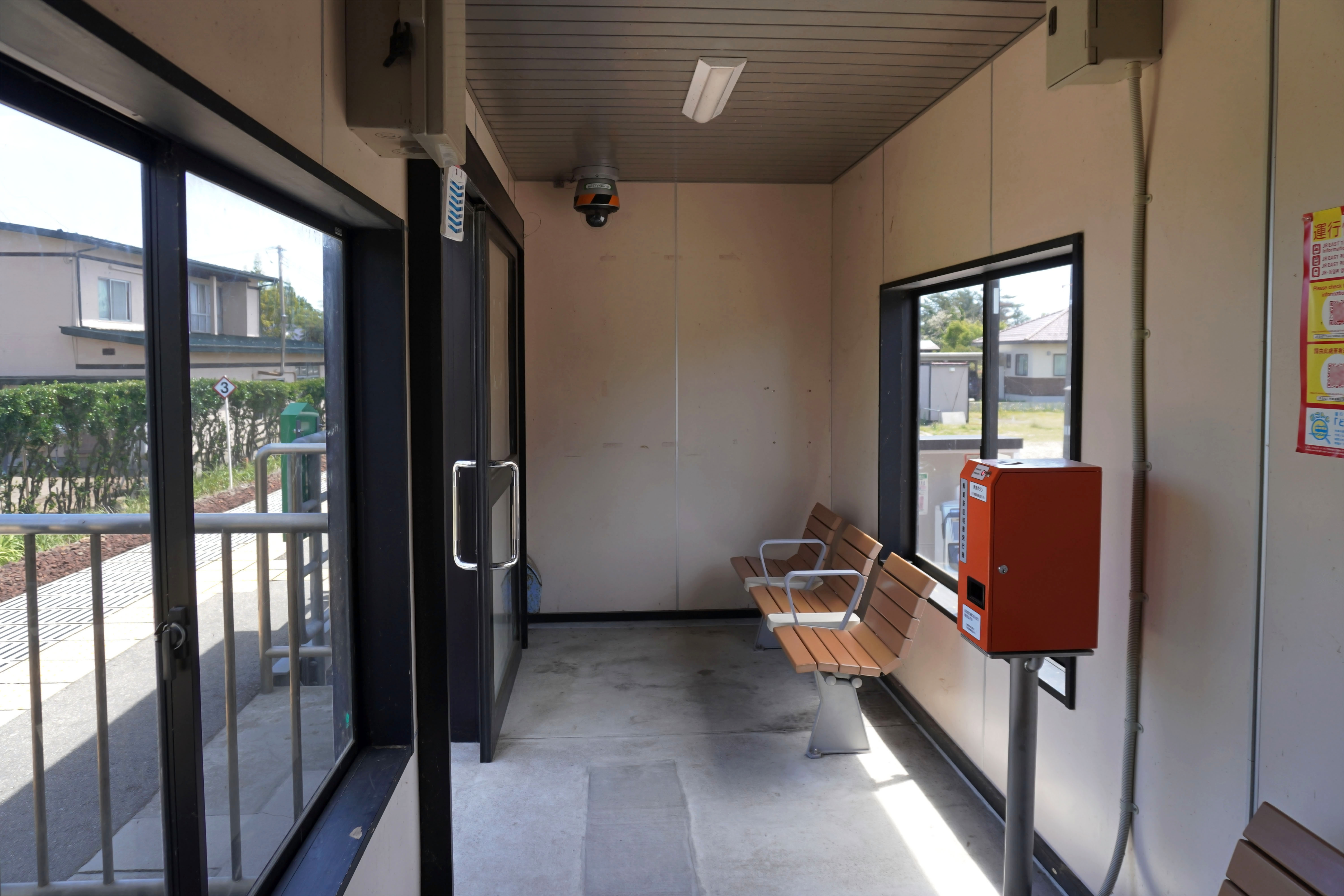
待合室内（2024年5月）
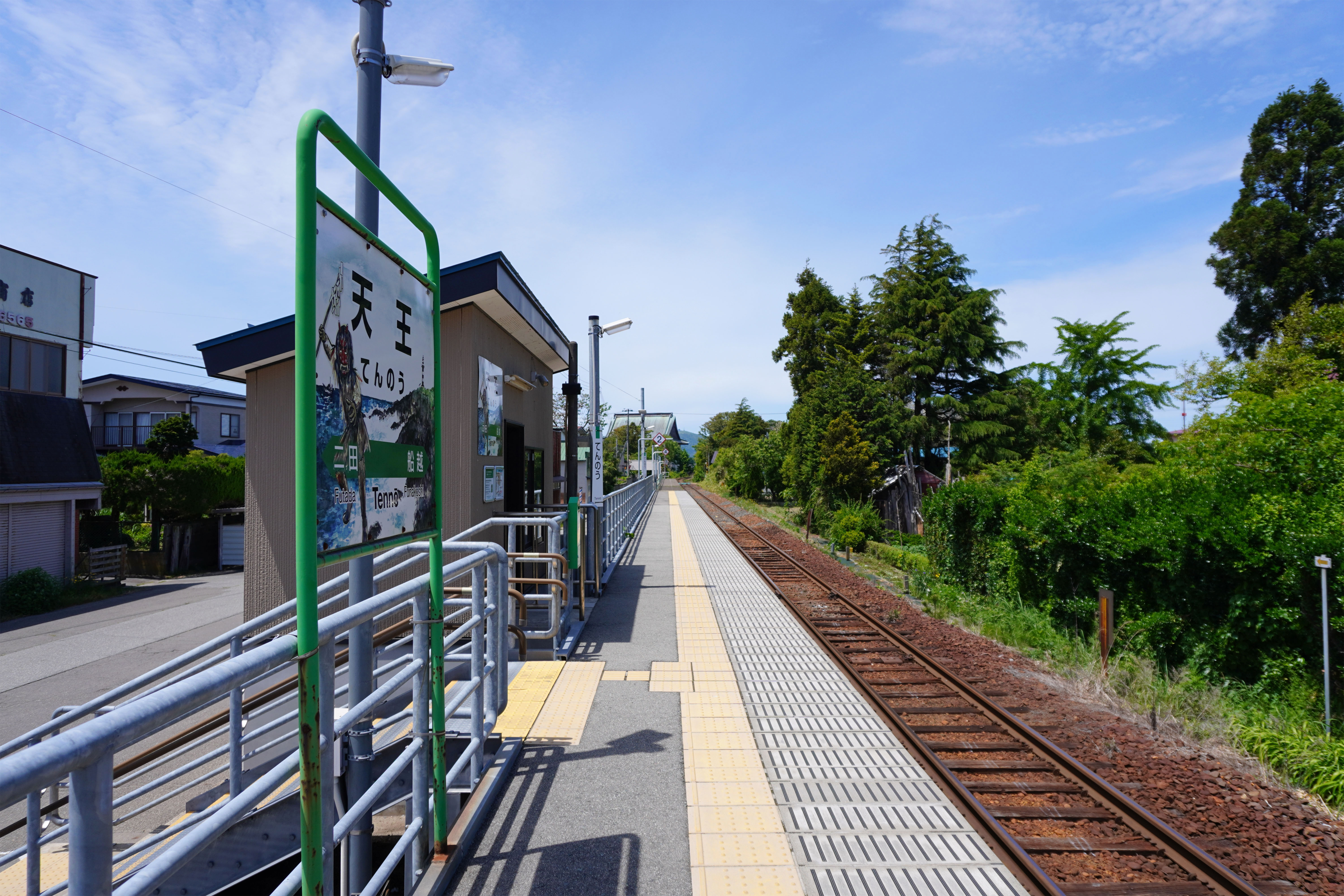
ホーム（2024年5月）

## 駅周辺
- 秋田県道104号男鹿昭和飯田川線
- 東湖八坂神社
- 天王漁港
- 潟上市立東湖小学校
- 東湖簡易郵便局
- 国道101号 - 距離が近いだけで、実際は隣の二田駅・船越駅の近くまで迂回する必要がある。

## 隣の駅
東日本旅客鉄道（JR東日本）
■男鹿線
二田駅 - 天王駅 - 船越駅